# 사카촌 (히로시마현 다카타군)
사카촌(坂村)은 히로시마현 다카타군에 있던 촌이다. 현재의 아키타카타시의 일부에 해당한다.

## 역사
- 1889년 4월 1일 - 정촌제 시행에 의해 다카타군 사카촌이 단독으로 촌제를 시행해 발족하였다.
- 1929년 4월 1일 - 도시마촌, 나가타촌과 합병해 무카이하라촌이 신설하여 폐지되었다.

## 교통

### 철도
- 철도성
  - 게이비선

## 참고문헌
- 角川日本地名大辞典 34 広島県
- 『市町村名変遷辞典』東京堂出版、1990年。